# Morti nel 1966
| Questa pagina contiene informazioni ricavate automaticamente dalle voci biografiche con l'ausilio del template Bio e di un bot. L'aggiornamento è periodico e automatico e ricostruisce completamente la pagina. Se manca una persona in questa lista, sei pregato di non aggiungerla, ma accertati piuttosto che la sua voce biografica contenga il template Bio e che i dati anagrafici siano correttamente compilati. Se il template Bio manca, inseriscilo tu stesso o, in alternativa, metti l'avviso {{tmp\|Bio}} che ne segnala la mancanza. Se i dati riportati sono sbagliati, correggi direttamente la voce biografica; le modifiche saranno visibili in questa lista entro pochi giorni. Per chiarimenti vedi il progetto biografie. La lista contiene solo le 1.046 persone che sono citate nell'enciclopedia e per le quali è stato implementato correttamente il template Bio. Pagina aggiornata al 18 ago 2025. |

## Gennaio(103)
- 1º gennaio - Vincent Auriol, politico francese (n. 1884)
- 1º gennaio - Ubaldo Bianchi, lottatore italiano (n. 1890)
- 1º gennaio - Friedrich Wilhelm Levi, matematico tedesco (n. 1888)
- 1º gennaio - Noè Pajetta, avvocato, partigiano e politico italiano (n. 1889)
- 2 gennaio - Dino Alfieri, politico e diplomatico italiano (n. 1886)
- 2 gennaio - Paul Diepgen, ginecologo e storico tedesco (n. 1878)
- 2 gennaio - Gino Meacci, politico italiano (n. 1901)
- 2 gennaio - Paolo Palmisano, avvocato e politico italiano (n. 1889)
- 2 gennaio - Edwin Swatek, pallanuotista e nuotatore statunitense (n. 1885)
- 2 gennaio - Oscar Thorstensen, calciatore norvegese (n. 1901)
- 2 gennaio - Ernest Wilkins, filologo statunitense (n. 1880)
- 3 gennaio - Marguerite Higgins, giornalista statunitense (n. 1920)
- 3 gennaio - Rex Lease, attore statunitense (n. 1903)
- 4 gennaio - Pietro Ago, militare e politico italiano (n. 1872)
- 4 gennaio - Giulio Corradino Corradini, giornalista, poeta e scrittore italiano (n. 1886)
- 5 gennaio - Antonio Albertini, magistrato e politico italiano (n. 1872)
- 5 gennaio - Gian Gaspare Napolitano, giornalista, scrittore e sceneggiatore italiano (n. 1907)
- 6 gennaio - Guido Albanese, compositore italiano (n. 1893)
- 6 gennaio - Albrecht Brandi, militare e marinaio tedesco (n. 1914)
- 6 gennaio - Anna Gréki, poetessa francese (n. 1931)
- 6 gennaio - Jean Lurçat, pittore francese (n. 1892)
- 6 gennaio - Ettore Neri, calciatore italiano (n. 1896)
- 6 gennaio - Eduard Schulte, imprenditore tedesco (n. 1891)
- 7 gennaio - William Jeffrey, allenatore di calcio scozzese (n. 1892)
- 7 gennaio - Vladimir Michajlovič Petrov, regista cinematografico russo (n. 1896)
- 7 gennaio - Bimal Roy, regista indiano (n. 1909)
- 8 gennaio - Alberto Cianca, giornalista e politico italiano (n. 1884)
- 8 gennaio - Alessandro Resch, aviatore italiano (n. 1892)
- 9 gennaio - Duilio Donzelli, scultore e pittore italiano (n. 1882)
- 9 gennaio - Robert Faas, calciatore tedesco (n. 1889)
- 9 gennaio - Generoso del Santissimo Crocifisso, presbitero e teologo italiano (n. 1881)
- 9 gennaio - Ladislav Prokeš, scacchista e compositore di scacchi cecoslovacco (n. 1884)
- 9 gennaio - Hugh Sanders, attore statunitense (n. 1911)
- 10 gennaio - Giovanni Battista Rebuffo, calciatore e allenatore di calcio italiano (n. 1899)
- 10 gennaio - Nishizō Tsukahara, ammiraglio giapponese (n. 1887)
- 10 gennaio - Carlo Varetto, tiratore a segno italiano (n. 1905)
- 10 gennaio - William Patrick Whelan, arcivescovo cattolico sudafricano (n. 1907)
- 11 gennaio - Alberto Giacometti, scultore e pittore svizzero (n. 1901)
- 11 gennaio - Hannes Kolehmainen, maratoneta e mezzofondista finlandese (n. 1889)
- 11 gennaio - Lal Bahadur Shastri, politico indiano (n. 1904)
- 12 gennaio - Carlo Galli, diplomatico italiano (n. 1878)
- 12 gennaio - John Hunter, allenatore di calcio e calciatore scozzese (n. 1878)
- 12 gennaio - Manuel Hurtado y García, vescovo cattolico spagnolo (n. 1896)
- 13 gennaio - Leopoldo Baracco, avvocato e politico italiano (n. 1886)
- 13 gennaio - Alberto Santana, regista, sceneggiatore e produttore cinematografico cileno (n. 1897)
- 14 gennaio - Curt Backeberg, botanico tedesco (n. 1894)
- 14 gennaio - Bill Carr, velocista statunitense (n. 1909)
- 14 gennaio - Sergej Pavlovič Korolëv, ingegnere sovietico (n. 1907)
- 14 gennaio - Allan Roberts, musicista statunitense (n. 1905)
- 14 gennaio - Charles Van den Borren, musicologo belga (n. 1874)
- 15 gennaio - Abubakar Tafawa Balewa, politico nigeriano (n. 1912)
- 15 gennaio - Heinrich Keimig, pallamanista tedesco (n. 1913)
- 16 gennaio - Giulio Allori, pittore italiano (n. 1894)
- 16 gennaio - Bobby Burns, attore e regista cinematografico statunitense (n. 1878)
- 16 gennaio - Aldo Camerino, critico letterario, traduttore e scrittore italiano (n. 1901)
- 16 gennaio - Courtney Hodges, generale statunitense (n. 1887)
- 17 gennaio - Cesare Bevilacqua, imprenditore italiano (n. 1884)
- 17 gennaio - Vincent J. Donehue, regista statunitense (n. 1915)
- 18 gennaio - Henri Biard, militare e aviatore britannico (n. 1892)
- 18 gennaio - Carlo Frigerio, tipografo, giornalista e anarchico italiano (n. 1878)
- 19 gennaio - Mihály Kispéter, calciatore ungherese (n. 1919)
- 19 gennaio - Ruth Landshoff, attrice e scrittrice tedesca (n. 1904)
- 19 gennaio - Luciano Marmo, calciatore e dirigente sportivo italiano (n. 1900)
- 19 gennaio - Aureliano Santini, politico, antifascista e partigiano italiano (n. 1911)
- 20 gennaio - George Devine, attore e regista teatrale inglese (n. 1910)
- 20 gennaio - Vincenzo Diamare, anatomista e patologo italiano (n. 1871)
- 21 gennaio - Cyril Seedhouse, velocista britannico (n. 1882)
- 22 gennaio - Maurice Gastiger, calciatore francese (n. 1896)
- 22 gennaio - Albert Hull, fisico statunitense (n. 1880)
- 22 gennaio - Herbert Marshall, attore britannico (n. 1890)
- 23 gennaio - Asbjørn Aamodt, calciatore norvegese (n. 1893)
- 23 gennaio - Giulia Melidoni, attrice italiana (n. 1913)
- 23 gennaio - Gustaf Olson, ginnasta svedese (n. 1883)
- 23 gennaio - Almerindo Portfolio, imprenditore italiano (n. 1878)
- 24 gennaio - Homi Jehangir Bhabha, fisico indiano (n. 1909)
- 24 gennaio - Michele Gortani, geologo, paleontologo e politico italiano (n. 1883)
- 24 gennaio - Alex Ireland, pugile britannico (n. 1901)
- 25 gennaio - Saul Adler, microbiologo bielorusso (n. 1895)
- 26 gennaio - Benedetto De Beni, ingegnere italiano (n. 1903)
- 26 gennaio - Nikolaj Mordvinov, attore sovietico (n. 1901)
- 26 gennaio - James Thompson, nuotatore scozzese (n. 1906)
- 27 gennaio - Víctor Català, scrittrice spagnola (n. 1869)
- 27 gennaio - Elizabeth Wyn Wood, scultrice canadese (n. 1903)
- 28 gennaio - Bruno Bianchi, nuotatore italiano (n. 1943)
- 28 gennaio - Amedeo Chimisso, nuotatore italiano (n. 1946)
- 28 gennaio - Paolo Costoli, nuotatore e pallanuotista italiano (n. 1910)
- 28 gennaio - Sergio De Gregorio, nuotatore italiano (n. 1946)
- 28 gennaio - Ed Hickox, cestista, giocatore di football americano e allenatore di pallacanestro statunitense (n. 1878)
- 28 gennaio - Carmen Longo, nuotatrice italiana (n. 1947)
- 28 gennaio - Luciana Massenzi, nuotatrice italiana (n. 1945)
- 28 gennaio - Dino Rora, nuotatore italiano (n. 1945)
- 28 gennaio - Daniela Samuele, nuotatrice italiana (n. 1948)
- 28 gennaio - Nico Sapio, giornalista e telecronista sportivo italiano (n. 1929)
- 28 gennaio - Ada Tschechowa, attrice teatrale e imprenditrice tedesca (n. 1916)
- 29 gennaio - Fernande Olivier, modella e scrittrice francese (n. 1881)
- 29 gennaio - Hartley Power, attore statunitense (n. 1894)
- 30 gennaio - Erik Bergström, calciatore svedese (n. 1886)
- 30 gennaio - Fritz Carlsson, calciatore svedese (n. 1893)
- 30 gennaio - Géza Tuli, ginnasta ungherese (n. 1888)
- 31 gennaio - Dirk Brouwer, astronomo olandese (n. 1902)
- 31 gennaio - Frej Liewendahl, mezzofondista finlandese (n. 1902)
- 31 gennaio - Elizabeth Patterson, attrice statunitense (n. 1874)
- 31 gennaio - Arthur Percival, generale britannico (n. 1887)

## Febbraio(79)
- 1º febbraio - Hedda Hopper, attrice e giornalista statunitense (n. 1885)
- 1º febbraio - Buster Keaton, attore, comico e regista statunitense (n. 1895)
- 2 febbraio - Laurent Verbiest, calciatore belga (n. 1939)
- 3 febbraio - Pio Augusto Crivellari, vescovo cattolico italiano (n. 1906)
- 3 febbraio - Gianni Di Venanzo, direttore della fotografia italiano (n. 1920)
- 3 febbraio - Digvijaysinhji Ranjitsinhji, principe, politico e crickettista indiano (n. 1895)
- 3 febbraio - George Goulding, marciatore e maratoneta canadese (n. 1885)
- 3 febbraio - Werner Hühner, generale tedesco (n. 1886)
- 3 febbraio - Sunjeonghyo di Corea, sovrana coreana (n. 1894)
- 4 febbraio - August-Martin Euler, politico tedesco (n. 1908)
- 4 febbraio - Robert Graf, attore tedesco (n. 1923)
- 4 febbraio - Giorgio Michetti, ufficiale e aviatore italiano (n. 1888)
- 5 febbraio - Ludwig Binswanger, psichiatra, psicologo e filosofo svizzero (n. 1881)
- 5 febbraio - Stefano La Colla, paleografo, esperantista e linguista italiano (n. 1889)
- 6 febbraio - Roy F. Overbaugh, direttore della fotografia statunitense (n. 1882)
- 6 febbraio - Adile Zogu, principessa albanese (n. 1890)
- 7 febbraio - Renata Bianchi, ginnasta italiana (n. 1926)
- 7 febbraio - Giuseppe Varriale, magistrato e politico italiano (n. 1883)
- 8 febbraio - William Clayton, imprenditore e funzionario statunitense (n. 1880)
- 8 febbraio - János Nagy, calciatore ungherese (n. 1903)
- 9 febbraio - Bruno Ahlberg, pugile finlandese (n. 1911)
- 9 febbraio - Ignacio Hidalgo de Cisneros, aviatore e generale spagnolo (n. 1894)
- 9 febbraio - Ettore Manca, generale italiano (n. 1877)
- 9 febbraio - Irene Curzon, II baronessa Ravensdale, politica inglese (n. 1896)
- 9 febbraio - Sophie Tucker, cantante, attrice e cabarettista statunitense (n. 1884)
- 10 febbraio - Giuseppe Burzio, arcivescovo cattolico italiano (n. 1901)
- 10 febbraio - John Edelsten, ammiraglio inglese (n. 1891)
- 10 febbraio - John F.C. Fuller, generale e storico britannico (n. 1878)
- 10 febbraio - Osie Johnson, batterista, cantante e compositore statunitense (n. 1923)
- 11 febbraio - Carlo La Rotonda, chimico e agronomo italiano (n. 1897)
- 11 febbraio - Raymond Lopez, architetto e urbanista francese (n. 1904)
- 11 febbraio - Adele Moroder, scrittrice austriaca (n. 1887)
- 12 febbraio - Giana Anguissola, scrittrice e pubblicista italiana (n. 1906)
- 12 febbraio - Wilhelm Röpke, economista tedesco (n. 1899)
- 12 febbraio - Josef Schümmelfelder, calciatore tedesco (n. 1891)
- 12 febbraio - Elio Vittorini, scrittore, traduttore e critico letterario italiano (n. 1908)
- 13 febbraio - Rufus King, scrittore statunitense (n. 1893)
- 13 febbraio - Marguerite Long, pianista e insegnante francese (n. 1874)
- 13 febbraio - Hovsep Pushman, pittore armeno (n. 1877)
- 14 febbraio - Adrian Cole, militare australiano (n. 1895)
- 14 febbraio - François Demol, allenatore di calcio e calciatore belga (n. 1895)
- 15 febbraio - Hedwig Conrad-Martius, filosofa tedesca (n. 1888)
- 15 febbraio - Armando Fizzarotti, regista, sceneggiatore e fotografo italiano (n. 1892)
- 15 febbraio - Camilo Torres Restrepo, presbitero, guerrigliero e rivoluzionario colombiano (n. 1929)
- 16 febbraio - Enrico Castello, pittore e illustratore italiano (n. 1890)
- 16 febbraio - Adelaide Coari, insegnante e sindacalista italiana (n. 1881)
- 17 febbraio - Hans Hofmann, pittore tedesco (n. 1880)
- 17 febbraio - Gail Kane, attrice statunitense (n. 1885)
- 17 febbraio - Alfred Sloan, imprenditore statunitense (n. 1875)
- 18 febbraio - Rick Bockelie, velista norvegese (n. 1902)
- 18 febbraio - Stanisław Mackiewicz, scrittore e politico polacco (n. 1896)
- 18 febbraio - Grigorij Grigorjevič Neljubov, cosmonauta sovietico (n. 1934)
- 18 febbraio - Robert Rossen, regista, sceneggiatore e produttore cinematografico statunitense (n. 1908)
- 19 febbraio - James Edward Grant, scrittore, sceneggiatore e regista statunitense (n. 1905)
- 19 febbraio - Titomanlio Manzella, scrittore e giornalista italiano (n. 1891)
- 19 febbraio - Luciano Romagnoli, politico, partigiano e sindacalista italiano (n. 1924)
- 19 febbraio - Étienne Romano, imprenditore francese (n. 1889)
- 20 febbraio - Felice Montagnini, compositore e direttore d'orchestra italiano (n. 1902)
- 20 febbraio - Chester Nimitz, ammiraglio statunitense (n. 1885)
- 20 febbraio - Paul Zielinski, allenatore di calcio e calciatore tedesco (n. 1911)
- 21 febbraio - Giovanni Di Raimondo, ingegnere e dirigente pubblico italiano (n. 1892)
- 21 febbraio - Raúl Saucedo, schermidore argentino (n. 1904)
- 21 febbraio - Sergio Zardini, bobbista italiano (n. 1931)
- 22 febbraio - David Bain, calciatore scozzese (n. 1900)
- 22 febbraio - Melchor Fernández Almagro, critico letterario e storiografo spagnolo (n. 1893)
- 22 febbraio - Mario Voller-Buzzi, attore, regista e giornalista italiano (n. 1886)
- 24 febbraio - Dionigio Casaroli, arcivescovo cattolico italiano (n. 1869)
- 24 febbraio - Ernst Nadherny, attore e cantante austriaco (n. 1885)
- 24 febbraio - Emil Rothe, ginnasta e multiplista statunitense (n. 1884)
- 24 febbraio - Lenni Viitala, lottatore finlandese (n. 1921)
- 25 febbraio - Viktor Andreevič Kravčenko, diplomatico e militare sovietico (n. 1905)
- 26 febbraio - Richard Bell-Davies, ammiraglio e aviatore britannico (n. 1886)
- 26 febbraio - Emiliano Chamorro Vargas, politico nicaraguense (n. 1871)
- 26 febbraio - Vinayak Damodar Savarkar, politico, attivista e scrittore indiano (n. 1883)
- 26 febbraio - Gino Severini, pittore e critico d'arte italiano (n. 1883)
- 27 febbraio - Curt Badinski, generale tedesco (n. 1890)
- 28 febbraio - Charles Bassett, astronauta statunitense (n. 1931)
- 28 febbraio - Leonardo Cominotto, pittore italiano (n. 1898)
- 28 febbraio - Elliot See, astronauta statunitense (n. 1927)

## Marzo(89)
- 1º marzo - Károly Csapkay, allenatore di calcio e calciatore ungherese (n. 1893)
- 1º marzo - Fritz Houtermans, fisico tedesco (n. 1903)
- 1º marzo - Guglielmo Tornabuoni, calciatore e allenatore di calcio italiano (n. 1899)
- 3 marzo - Alfonso Castaldo, cardinale e arcivescovo cattolico italiano (n. 1890)
- 3 marzo - William Frawley, attore statunitense (n. 1887)
- 3 marzo - Augusto Masetti, anarchico italiano (n. 1888)
- 3 marzo - Alice Pearce, attrice statunitense (n. 1917)
- 3 marzo - Murray Raney, ingegnere meccanico statunitense (n. 1885)
- 5 marzo - Anna Andreevna Achmatova, poetessa russa (n. 1889)
- 6 marzo - Richard Hageman, compositore olandese (n. 1881)
- 6 marzo - Charles Lomberg, multiplista svedese (n. 1886)
- 6 marzo - Raza Ali Khan Bahadur, principe indiano (n. 1908)
- 6 marzo - Kenneth S. Webb, regista, sceneggiatore e compositore statunitense (n. 1885)
- 7 marzo - Contardo Barbieri, pittore italiano (n. 1900)
- 7 marzo - Giuseppe Bellocchio, generale e partigiano italiano (n. 1889)
- 7 marzo - George Camsell, calciatore inglese (n. 1902)
- 7 marzo - Hilding Ekman, mezzofondista svedese (n. 1893)
- 7 marzo - Arno Neumann, calciatore tedesco (n. 1885)
- 7 marzo - Giuseppe Romagnoli, medaglista e scultore italiano (n. 1872)
- 7 marzo - Carlo Vergara Caffarelli, ammiraglio italiano (n. 1877)
- 8 marzo - Adán Gordón, nuotatore panamense (n. 1906)
- 8 marzo - Nicola Vaccaro, politico e avvocato italiano (n. 1893)
- 9 marzo - René Barbier, schermidore francese (n. 1891)
- 9 marzo - Pablo Birger, pilota automobilistico argentino (n. 1924)
- 9 marzo - Muchametša Abrachmanovič Burangulov, poeta e drammaturgo sovietico (n. 1888)
- 9 marzo - Fidelio Finzi, direttore di coro e compositore italiano (n. 1889)
- 10 marzo - Alfonso Maria Ferroni, missionario e vescovo cattolico italiano (n. 1892)
- 10 marzo - Frank O'Connor, scrittore irlandese (n. 1903)
- 10 marzo - Frits Zernike, fisico olandese (n. 1888)
- 11 marzo - Wilhelm Ederle, medico e psichiatra tedesco (n. 1901)
- 11 marzo - Ugo Panichi, mineralogista italiano (n. 1872)
- 12 marzo - Mariano Bottino, attore italiano (n. 1882)
- 12 marzo - Victor Brauner, pittore rumeno (n. 1903)
- 12 marzo - Sydney Camm, ingegnere aeronautico britannico (n. 1893)
- 12 marzo - Keith Molesworth, giocatore di football americano statunitense (n. 1905)
- 12 marzo - Estelita Rodriguez, attrice statunitense (n. 1928)
- 12 marzo - Ed Wachter, cestista e allenatore di pallacanestro statunitense (n. 1883)
- 13 marzo - Onofrio Martinelli, pittore italiano (n. 1900)
- 14 marzo - Johnny Duncan, calciatore e allenatore di calcio scozzese (n. 1896)
- 14 marzo - Jörg Hartmann e Lothar Schleusener, tedesco (n. 1955)
- 14 marzo - Vincenzo Lojali, vescovo cattolico italiano (n. 1894)
- 14 marzo - John Slim, lottatore britannico (n. 1885)
- 15 marzo - James Donahue, multiplista statunitense (n. 1885)
- 15 marzo - Norman Finch, militare britannico (n. 1890)
- 15 marzo - István Nemes, calciatore ungherese (n. 1905)
- 15 marzo - Spyros Peristerīs, compositore greco (n. 1900)
- 15 marzo - Abe Saperstein, imprenditore, dirigente sportivo e allenatore di pallacanestro statunitense (n. 1902)
- 15 marzo - Otello Toso, attore italiano (n. 1914)
- 15 marzo - Grete Weiskopf, scrittrice tedesca (n. 1905)
- 16 marzo - Nicola Di Biase, ciclista su strada italiano (n. 1894)
- 16 marzo - Joel Stebbins, astronomo statunitense (n. 1878)
- 17 marzo - Don Eagle, wrestler e pugile canadese (n. 1925)
- 17 marzo - Helmut Höhno, militare tedesco (n. 1913)
- 17 marzo - Santiago Lovell, pugile argentino (n. 1912)
- 17 marzo - Celeste Aida Zanchi, attrice italiana (n. 1886)
- 18 marzo - Vincenzo Ferniani, ingegnere italiano (n. 1871)
- 18 marzo - Robert F. Hill, regista cinematografico, sceneggiatore e attore canadese (n. 1886)
- 19 marzo - Erik Aaes, scenografo danese (n. 1899)
- 19 marzo - Eduardo Alfredo Olivero, militare e aviatore argentino (n. 1896)
- 19 marzo - Buster West, attore statunitense (n. 1901)
- 21 marzo - Gertrude Hoffmann, ballerina e coreografa statunitense (n. 1886)
- 21 marzo - Franco Lolli, scenografo italiano (n. 1910)
- 22 marzo - Dallas Brooks, generale e politico britannico (n. 1896)
- 22 marzo - John Harlin, alpinista e aviatore statunitense (n. 1935)
- 22 marzo - Gioacchino Maglioni, compositore e violinista italiano (n. 1891)
- 23 marzo - Otto Reche, antropologo, docente e scrittore tedesco (n. 1879)
- 23 marzo - Hilde Schrader, nuotatrice tedesca (n. 1910)
- 24 marzo - Frederick Foley, medico statunitense (n. 1891)
- 24 marzo - Virginia Hill, mafiosa statunitense (n. 1916)
- 24 marzo - Vendelín Javorka, presbitero slovacco (n. 1882)
- 25 marzo - Michele Giua, chimico e politico italiano (n. 1889)
- 25 marzo - Vladimir Fëdorovič Minorskij, iranista russo (n. 1877)
- 25 marzo - Zara Prima, cantante italiana (n. 1894)
- 26 marzo - Victor Hochepied, nuotatore francese (n. 1883)
- 26 marzo - Tony Terlazzo, sollevatore statunitense (n. 1911)
- 27 marzo - José María Albareda, farmacologo, agronomo e presbitero spagnolo (n. 1902)
- 27 marzo - Karl König, pediatra austriaco (n. 1902)
- 27 marzo - Helen Menken, attrice teatrale statunitense (n. 1901)
- 27 marzo - Jef Moerenhout, ciclista su strada belga (n. 1910)
- 28 marzo - Uberto Pestalozza, storico, paleografo e docente italiano (n. 1872)
- 28 marzo - Josef Waitzer, discobolo, giavellottista e multiplista tedesco (n. 1884)
- 29 marzo - Stylianos Gonatas, generale e politico greco (n. 1876)
- 30 marzo - Arturo Massolo, filosofo e storico italiano (n. 1909)
- 30 marzo - Maxfield Parrish, pittore e illustratore statunitense (n. 1870)
- 30 marzo - Erwin Piscator, regista teatrale, regista cinematografico e critico teatrale tedesco (n. 1893)
- 30 marzo - Jelly d'Arányi, violinista ungherese (n. 1893)
- 31 marzo - Fortunato Calcagno, politico italiano (n. 1900)
- 31 marzo - Oreste Filopanti, partigiano italiano (n. 1886)
- 31 marzo - Samuel Albert Levine, cardiologo statunitense (n. 1891)

## Aprile(88)
- 1º aprile - Karl Adam, teologo tedesco (n. 1876)
- 1º aprile - Leo Ghering, calciatore olandese (n. 1900)
- 1º aprile - Flann O'Brien, scrittore e giornalista irlandese (n. 1911)
- 1º aprile - Paolo Signorini, dirigente d'azienda italiano (n. 1884)
- 2 aprile - Marian Ainslee, sceneggiatrice statunitense (n. 1896)
- 2 aprile - Cecil Scott Forester, scrittore e drammaturgo inglese (n. 1899)
- 2 aprile - Spiros Melàs, drammaturgo, regista teatrale e giornalista greco (n. 1882)
- 3 aprile - Russel Crouse, scrittore statunitense (n. 1893)
- 3 aprile - Battista Farina, imprenditore e carrozziere italiano (n. 1893)
- 4 aprile - Jimmy Daywalt, pilota automobilistico statunitense (n. 1924)
- 4 aprile - Herbert Lunde, calciatore norvegese (n. 1899)
- 4 aprile - Alfred Naujocks, militare tedesco (n. 1911)
- 5 aprile - Slats Gill, cestista, giocatore di baseball e allenatore di pallacanestro statunitense (n. 1901)
- 5 aprile - Lamberto Vannutelli, ammiraglio e esploratore italiano (n. 1871)
- 6 aprile - Julia Faye, attrice statunitense (n. 1893)
- 6 aprile - Edna Flugrath, attrice statunitense (n. 1893)
- 6 aprile - Evaristo Madeddu, religioso italiano (n. 1890)
- 6 aprile - Ben Stephens, cestista statunitense (n. 1916)
- 7 aprile - Rina De Liguoro, pianista e attrice cinematografica italiana (n. 1892)
- 7 aprile - Walt Hansgen, pilota automobilistico statunitense (n. 1919)
- 8 aprile - Felicjan Kępiński, astronomo polacco (n. 1885)
- 9 aprile - Gheorghe Anghel, scultore rumeno (n. 1904)
- 9 aprile - Ivo Levi, generale italiano (n. 1894)
- 9 aprile - Pietro Tortorici, matematico italiano (n. 1891)
- 10 aprile - Ryūshi Kawabata, pittore giapponese (n. 1885)
- 10 aprile - Bartolomé Macías, arbitro di calcio, allenatore di calcio e giornalista argentino (n. 1901)
- 10 aprile - Henri Van Lerberghe, ciclista su strada e pistard belga (n. 1891)
- 10 aprile - Evelyn Waugh, scrittore britannico (n. 1903)
- 11 aprile - Roman Dzneladze, lottatore sovietico (n. 1933)
- 11 aprile - Avtandil Koridze, lottatore sovietico (n. 1935)
- 11 aprile - Einar Olsen, fotografo danese (n. 1886)
- 11 aprile - William H. Pitsenbarger, militare statunitense (n. 1944)
- 12 aprile - Janez Jalen, presbitero, drammaturgo e scrittore sloveno (n. 1891)
- 13 aprile - Abd al-Salam Arif, militare e politico iracheno (n. 1921)
- 13 aprile - Carlo Carrà, pittore italiano (n. 1881)
- 13 aprile - Georges Duhamel, scrittore e medico francese (n. 1884)
- 13 aprile - Felix von Luckner, militare, navigatore e scrittore tedesco (n. 1881)
- 13 aprile - Frank Nighbor, hockeista su ghiaccio canadese (n. 1893)
- 13 aprile - Katsuo Takaishi, nuotatore giapponese (n. 1906)
- 14 aprile - Mario Mezzadra, ammiraglio italiano (n. 1894)
- 15 aprile - Joseph Crehan, attore statunitense (n. 1883)
- 16 aprile - Dino Bonardi, giornalista e scrittore italiano (n. 1896)
- 16 aprile - Roger Lapham, politico statunitense (n. 1883)
- 16 aprile - Gaspar Lefebvre, francese (n. 1880)
- 17 aprile - Jim Anderson, calciatore nordirlandese (n. 1906)
- 17 aprile - Luigi Foscolo Benedetto, critico letterario e francesista italiano (n. 1886)
- 17 aprile - Antonio Bergamaschi, vescovo cattolico italiano (n. 1894)
- 17 aprile - Júlíana Sveinsdóttir, artista islandese (n. 1889)
- 17 aprile - Mario Serandrei, montatore e sceneggiatore italiano (n. 1907)
- 18 aprile - Ed Fitzgerald, hockeista su ghiaccio statunitense (n. 1891)
- 18 aprile - Allie Morrison, lottatore statunitense (n. 1904)
- 19 aprile - Gösta Åsbrink, ginnasta e pentatleta svedese (n. 1881)
- 19 aprile - Jack Cock, allenatore di calcio e calciatore britannico (n. 1893)
- 19 aprile - Enrico Glori, attore italiano (n. 1901)
- 19 aprile - Neil Hamilton Fairley, medico e militare australiano (n. 1891)
- 19 aprile - Javier Solís, cantante e attore messicano (n. 1931)
- 19 aprile - Väinö Tanner, politico finlandese (n. 1881)
- 20 aprile - Jens Kirkegaard, ginnasta danese (n. 1889)
- 20 aprile - Federico di Prussia, principe tedesco (n. 1911)
- 21 aprile - Josef Dietrich, generale tedesco (n. 1892)
- 21 aprile - Achille d'Havet, generale italiano (n. 1888)
- 22 aprile - Mario Vallotto, ciclista su strada e pistard italiano (n. 1933)
- 23 aprile - Naima Akef, ballerina e attrice egiziana (n. 1929)
- 23 aprile - Georges Ohsawa, scrittore giapponese (n. 1893)
- 23 aprile - Joseph Nemours Pierre-Louis, magistrato e politico haitiano (n. 1900)
- 24 aprile - Hans Christian Branner, scrittore danese (n. 1903)
- 24 aprile - Leo Crowe, cestista statunitense (n. 1912)
- 24 aprile - Tino Pattiera, tenore dalmata (n. 1890)
- 24 aprile - Şehzade Ahmed Tevhid, principe ottomano (n. 1904)
- 25 aprile - Antonio Andretta, ciclista su strada italiano (n. 1909)
- 25 aprile - Corrado Gex, politico e aviatore italiano (n. 1932)
- 25 aprile - Marija Nikolaevna Kuznecova, soprano e ballerina russa (n. 1880)
- 25 aprile - Maurice Roelants, scrittore e poeta belga (n. 1895)
- 25 aprile - Mir Sultan Khan, scacchista indiano (n. 1905)
- 26 aprile - Giorgio Falco, storico italiano (n. 1888)
- 26 aprile - Tom Florie, calciatore statunitense (n. 1897)
- 26 aprile - Samuel Kahanamoku, nuotatore statunitense (n. 1902)
- 26 aprile - Gjon Markagjoni, politico albanese (n. 1888)
- 26 aprile - Daniele Ruffinoni, ingegnere italiano (n. 1882)
- 27 aprile - Mario Albertelli, direttore della fotografia italiano (n. 1904)
- 28 aprile - Gilberto Govi, attore italiano (n. 1885)
- 28 aprile - Anders Petersen, pugile danese (n. 1902)
- 29 aprile - Eugene O'Brien, attore statunitense (n. 1880)
- 29 aprile - Blaine Sexton, hockeista su ghiaccio britannico (n. 1892)
- 29 aprile - Paula Strasberg, attrice teatrale e insegnante statunitense (n. 1909)
- 30 aprile - Everett Case, allenatore di pallacanestro statunitense (n. 1900)
- 30 aprile - Richard Fariña, scrittore e cantautore statunitense (n. 1937)
- 30 aprile - Hussein Moukhtar, sollevatore egiziano (n. 1905)

## Maggio(65)
- 1º maggio - Alberto Canaletti Gaudenti, statistico, politico e storico italiano (n. 1887)
- 1º maggio - Willie Reid, allenatore di calcio e calciatore scozzese (n. 1884)
- 2 maggio - Agostinho Fortes Filho, calciatore brasiliano (n. 1901)
- 2 maggio - Torsten Kumfeldt, pallanuotista svedese (n. 1886)
- 2 maggio - Jack London, velocista britannico (n. 1905)
- 2 maggio - Giorgio Piamonti, attore italiano (n. 1899)
- 2 maggio - Jean Rossius, ciclista su strada belga (n. 1890)
- 4 maggio - Raffaello Fagnoni, architetto italiano (n. 1901)
- 4 maggio - Adam Królikiewicz, militare e cavaliere polacco (n. 1894)
- 4 maggio - Edmond Locard, criminologo francese (n. 1877)
- 4 maggio - Amédée Ozenfant, pittore e critico d'arte francese (n. 1886)
- 5 maggio - Ferdinando Carlesi, traduttore, critico letterario e scrittore italiano (n. 1879)
- 6 maggio - Robert MacBryde, pittore e scenografo scozzese (n. 1913)
- 7 maggio - Stanisław Jerzy Lec, scrittore, poeta e aforista polacco (n. 1909)
- 7 maggio - Raúl Pateras Pescara, inventore, imprenditore e aviatore argentino (n. 1890)
- 8 maggio - Norma Smallwood, modella statunitense (n. 1909)
- 8 maggio - Erich Pommer, produttore cinematografico tedesco (n. 1889)
- 8 maggio - Gösta Åkerlöf, chimico svedese (n. 1897)
- 10 maggio - Erich Engel, regista tedesco (n. 1891)
- 10 maggio - Antonio Magarotto, attivista e educatore italiano (n. 1891)
- 11 maggio - Chet Newton, lottatore statunitense (n. 1903)
- 12 maggio - Anna Langfus, scrittrice e drammaturga polacca (n. 1920)
- 12 maggio - Felix Steiner, generale tedesco (n. 1896)
- 13 maggio - Antonio Juantegui, calciatore spagnolo (n. 1898)
- 13 maggio - Jozef Luknár, calciatore slovacco (n. 1915)
- 14 maggio - Megan Lloyd George, politica britannica (n. 1902)
- 14 maggio - Eligio Possenti, critico teatrale e drammaturgo italiano (n. 1886)
- 14 maggio - Celso Ranieri, generale e aviatore italiano (n. 1900)
- 15 maggio - Venceslau Brás, avvocato e politico brasiliano (n. 1868)
- 15 maggio - Kathryn Forbes, scrittrice statunitense (n. 1908)
- 15 maggio - Maximiliano Hernández Martínez, generale e politico salvadoregno (n. 1882)
- 15 maggio - Georgia Douglas Johnson, poetessa, drammaturga e commediografa statunitense (n. 1880)
- 15 maggio - Germano Mian, allenatore di calcio e calciatore italiano (n. 1912)
- 16 maggio - Robert Pražák, ginnasta cecoslovacco (n. 1892)
- 17 maggio - Olav Kjelbotn, fondista norvegese (n. 1898)
- 17 maggio - Raffaello Matarazzo, regista, sceneggiatore e critico cinematografico italiano (n. 1909)
- 17 maggio - Randy Turpin, pugile inglese (n. 1928)
- 18 maggio - Korokī Mahuta, sovrano neozelandese (n. 1906)
- 19 maggio - Little Man Popwell, giocatore di poker statunitense (n. 1912)
- 20 maggio - Jacob Hergenhahn, ginnasta e multiplista tedesco (n. 1881)
- 20 maggio - Armando Latini, ciclista su strada e pistard italiano (n. 1913)
- 20 maggio - Santi Savarino, giornalista, commediografo e politico italiano (n. 1887)
- 21 maggio - Dorothy Macmillan, socialite inglese (n. 1900)
- 21 maggio - Patrick H. O'Malley Jr., attore statunitense (n. 1890)
- 22 maggio - Olavi Rove, ginnasta finlandese (n. 1915)
- 22 maggio - Andreas Rumpf, archeologo tedesco (n. 1890)
- 23 maggio - Demchugdongrub, generale mongolo (n. 1902)
- 24 maggio - Luciano Folgore, poeta italiano (n. 1888)
- 24 maggio - Sadeq Mohammad Khan V, pakistano (n. 1904)
- 25 maggio - André Baugé, baritono e attore francese (n. 1893)
- 25 maggio - Eugenio Fassino, partigiano italiano (n. 1923)
- 25 maggio - Lokanātha, monaco buddhista italiano (n. 1897)
- 25 maggio - Joseph Somers, ciclista su strada belga (n. 1917)
- 26 maggio - Lodovico Benvenuti, partigiano e politico italiano (n. 1899)
- 26 maggio - Giovanni Battista Berardi, politico italiano (n. 1895)
- 26 maggio - Maurice Chambelland, sindacalista francese (n. 1901)
- 26 maggio - Edmond T. Gréville, regista francese (n. 1906)
- 26 maggio - Cornelius Hughes, criminale statunitense
- 26 maggio - Olof Molander, regista teatrale e regista svedese (n. 1892)
- 27 maggio - Aksel Bonde, canottiere danese (n. 1918)
- 27 maggio - Tomaso Smith, giornalista, scrittore e politico italiano (n. 1886)
- 28 maggio - Carl Roth, cestista e allenatore di pallacanestro statunitense (n. 1909)
- 29 maggio - Giuseppe Marozin, partigiano italiano (n. 1915)
- 30 maggio - Wäinö Aaltonen, scultore e pittore finlandese (n. 1894)
- 31 maggio - Dorothy Kelly, attrice statunitense (n. 1894)

## Giugno(70)
- 1º giugno - Tommaso Gallarati Scotti, nobile, scrittore e militare italiano (n. 1878)
- 1º giugno - Papa Jack Laine, musicista e batterista statunitense (n. 1873)
- 1º giugno - Alfred Schoep, mineralogista belga (n. 1881)
- 2 giugno - Pompeo Biondi, giurista italiano (n. 1902)
- 2 giugno - Achille Mario Dogliotti, cardiochirurgo italiano (n. 1897)
- 2 giugno - Mechthild d'Asburgo-Teschen, nobile (n. 1891)
- 2 giugno - Nikolaj Vasil'evič Smirnov, matematico russo (n. 1900)
- 3 giugno - Giovanni Braga, calciatore e allenatore di calcio italiano (n. 1909)
- 3 giugno - Alice Calhoun, attrice statunitense (n. 1900)
- 4 giugno - Chang Myon, politico e educatore sudcoreano (n. 1899)
- 4 giugno - Arthur Clay Cope, chimico statunitense (n. 1909)
- 4 giugno - Hans-Herbert Ruths, alpinista e magistrato tedesco (n. 1901)
- 4 giugno - Lodovico Zambeletti, pittore italiano (n. 1881)
- 5 giugno - Arthur Hill, pallanuotista britannico (n. 1888)
- 5 giugno - Natacha Rambova, danzatrice, scenografa e costumista statunitense (n. 1897)
- 6 giugno - Elizabeth Christ Trump, imprenditrice tedesca (n. 1880)
- 7 giugno - Hans Arp, pittore, scultore e poeta francese (n. 1887)
- 7 giugno - Petru Rocca, politico e scrittore francese (n. 1887)
- 8 giugno - Joseph Albert Walker, aviatore e astronauta statunitense (n. 1921)
- 9 giugno - Francesco Ruggiero, maratoneta italiano (n. 1891)
- 10 giugno - Joseph Biondo, mafioso italiano (n. 1897)
- 10 giugno - Felice Carena, pittore italiano (n. 1879)
- 11 giugno - Alfred Berger, pattinatore artistico su ghiaccio austriaco (n. 1894)
- 11 giugno - Thomas Hardie Chalmers, baritono, attore e regista statunitense (n. 1884)
- 11 giugno - Ethel Clayton, attrice statunitense (n. 1882)
- 11 giugno - Jimmy Davies, pilota automobilistico statunitense (n. 1929)
- 11 giugno - Wallace Ford, attore britannico (n. 1898)
- 12 giugno - Hermann Scherchen, direttore d'orchestra e violinista tedesco (n. 1891)
- 12 giugno - Osvald Sirén, storico dell'arte finlandese (n. 1879)
- 13 giugno - Bernard Schmetz, schermidore francese (n. 1904)
- 14 giugno - Parnaoz Chikviladze, judoka sovietico (n. 1941)
- 14 giugno - Karl Eggler, calciatore svizzero (n. 1901)
- 14 giugno - Vittorio Giovanelli, generale italiano (n. 1882)
- 15 giugno - Robert G. Fowler, aviatore statunitense (n. 1884)
- 15 giugno - Richard Sanford, siepista statunitense (n. 1877)
- 16 giugno - Georg Keppler, generale tedesco (n. 1894)
- 16 giugno - William Thomas Porter, arcivescovo cattolico e missionario britannico (n. 1887)
- 17 giugno - Hans Christern, generale tedesco (n. 1900)
- 17 giugno - Alfonso De Giovine, politico italiano (n. 1898)
- 18 giugno - Konrad Heiden, storico e giornalista tedesco (n. 1901)
- 19 giugno - Ramón Polo, calciatore spagnolo (n. 1901)
- 19 giugno - Ed Wynn, attore, doppiatore e cabarettista statunitense (n. 1886)
- 20 giugno - Cheng Bugao, regista cinese (n. 1898)
- 20 giugno - Hans Egarter, giornalista e partigiano italiano (n. 1909)
- 20 giugno - Robert Hense, calciatore tedesco (n. 1885)
- 20 giugno - Georges Lemaître, fisico e astronomo belga (n. 1894)
- 20 giugno - Gioacchino Quarello, politico italiano (n. 1892)
- 21 giugno - Ferdinando Innocenti, imprenditore italiano (n. 1891)
- 21 giugno - Raffaele Lombardi Satriani, etnologo italiano (n. 1873)
- 21 giugno - Salvator Ruju, poeta, scrittore e giornalista italiano (n. 1878)
- 21 giugno - Zhang Zhijiang, generale cinese (n. 1882)
- 22 giugno - Alessandro Scarioni, allenatore di calcio e calciatore italiano (n. 1889)
- 22 giugno - Thad Shideler, ostacolista statunitense (n. 1883)
- 22 giugno - Antonio Vian, compositore italiano (n. 1918)
- 23 giugno - Italo Simon, farmacologo italiano (n. 1878)
- 23 giugno - Clara Jacobo, cantante italiana (n. 1898)
- 23 giugno - Hiroshi Shimizu, regista giapponese (n. 1903)
- 24 giugno - Mathilde Ludendorff, psichiatra tedesca (n. 1877)
- 25 giugno - Ughetto Bertucci, attore italiano (n. 1907)
- 25 giugno - Hans Ferdinand Geisler, generale tedesco (n. 1891)
- 27 giugno - Arthur Waley, traduttore e orientalista britannico (n. 1889)
- 27 giugno - Robert Zander, calciatore svedese (n. 1895)
- 28 giugno - Mehmet Fuad Köprülü, politico e storico turco (n. 1890)
- 28 giugno - Enrico Mauceri, storico dell'arte italiano (n. 1869)
- 28 giugno - Frances Maule Bjorkman, scrittrice e attivista statunitense (n. 1879)
- 28 giugno - Jack Silcock, calciatore inglese (n. 1898)
- 30 giugno - Margery Allingham, scrittrice inglese (n. 1904)
- 30 giugno - Nino Farina, pilota automobilistico italiano (n. 1906)
- 30 giugno - Alois Pompanin, presbitero italiano (n. 1889)
- 30 giugno - Erwin Puschner, calciatore e allenatore di calcio austriaco (n. 1896)

## Luglio(83)
- 1º luglio - Pauline Boty, pittrice e attrice britannica (n. 1938)
- 1º luglio - Charles Fowkes, generale britannico (n. 1894)
- 1º luglio - William Verner, mezzofondista e siepista statunitense (n. 1883)
- 3 luglio - André Gailhard, compositore francese (n. 1885)
- 3 luglio - Antonio Pecoraro, organista e compositore italiano (n. 1876)
- 3 luglio - Deems Taylor, compositore e critico musicale statunitense (n. 1885)
- 4 luglio - Félix Fernández García, attore e doppiatore spagnolo (n. 1897)
- 4 luglio - Leone Leone, avvocato e politico italiano (n. 1888)
- 5 luglio - John P. Fulton, effettista statunitense (n. 1902)
- 5 luglio - George Charles de Hevesy, chimico ungherese (n. 1885)
- 5 luglio - Anders Moen, ginnasta norvegese (n. 1887)
- 6 luglio - Francesco Bonfiglio, neurologo e psichiatra italiano (n. 1883)
- 6 luglio - Arturo Ciacelli, pittore, scenografo e decoratore italiano (n. 1883)
- 6 luglio - Giovanni Mira, storico e antifascista italiano (n. 1891)
- 7 luglio - Attilio Biseo, aviatore e generale italiano (n. 1901)
- 7 luglio - Carmelita Geraghty, attrice e pittrice statunitense (n. 1901)
- 7 luglio - Scipione Guidi, violinista italiano (n. 1884)
- 7 luglio - Rinaldo Roggero, calciatore italiano (n. 1891)
- 7 luglio - Joachim Witthöft, generale tedesco (n. 1887)
- 8 luglio - Horst Fischer, medico, militare e criminale di guerra tedesco (n. 1912)
- 8 luglio - Leopold Heinrich Fugger von Babenhausen, nobile e generale tedesco (n. 1893)
- 9 luglio - Marija Petković, religiosa croata (n. 1892)
- 10 luglio - Malvina Hoffman, scultrice statunitense (n. 1885)
- 11 luglio - Billy Butler, calciatore e allenatore di calcio inglese (n. 1900)
- 11 luglio - Voldemārs Elmūts, cestista lettone (n. 1910)
- 11 luglio - Mario Giordani, chimico italiano (n. 1899)
- 11 luglio - Josephine Joseph, attrice e circense austriaca (n. 1913)
- 11 luglio - Andrew McNaughton, generale, politico e scienziato canadese (n. 1887)
- 11 luglio - Augusto Monti, scrittore e docente italiano (n. 1881)
- 11 luglio - Marcel Piquet, vescovo cattolico e missionario francese (n. 1888)
- 11 luglio - Delmore Schwartz, scrittore statunitense (n. 1913)
- 11 luglio - Ludwig Fréderic Teichfuss, progettista italiano (n. 1884)
- 12 luglio - Vera Franceschi, pianista statunitense (n. 1926)
- 12 luglio - Daisetsu Teitarō Suzuki, storico delle religioni e filosofo giapponese (n. 1870)
- 13 luglio - Beatrice di Sassonia-Coburgo-Gotha, principessa inglese (n. 1884)
- 13 luglio - Reino Ragnar Lehto, politico e funzionario finlandese (n. 1898)
- 14 luglio - Domenico Bulgarini, editore e scrittore italiano (n. 1887)
- 14 luglio - Johan Gaarder, calciatore norvegese (n. 1893)
- 14 luglio - Heinz Röthke, agente segreto e criminale di guerra tedesco (n. 1912)
- 15 luglio - Giuseppe Castelli Avolio, giurista, politico e magistrato italiano (n. 1894)
- 15 luglio - Wilhelm Cornides, militare tedesco (n. 1920)
- 15 luglio - Alfredo Fabietti, scrittore e traduttore italiano (n. 1893)
- 15 luglio - Ann Stephens, cantante e attrice inglese (n. 1932)
- 15 luglio - John Ernest Williamson, fotografo, regista e produttore cinematografico britannico (n. 1881)
- 16 luglio - Gussy Holl, attrice e cantante tedesca (n. 1888)
- 16 luglio - William H. Parker, poliziotto statunitense (n. 1905)
- 16 luglio - Jimmy Seed, allenatore di calcio e calciatore inglese (n. 1895)
- 18 luglio - Bobby Fuller, cantante e chitarrista statunitense (n. 1942)
- 18 luglio - Manuel María Ponce Brousset, politico e generale peruviano (n. 1874)
- 19 luglio - Joaquín Anselmo María Albareda y Ramoneda, cardinale spagnolo (n. 1892)
- 19 luglio - Enea Dal Fiume, ciclista su strada italiano (n. 1891)
- 19 luglio - Franz Lahner, aviatore austro-ungarico (n. 1893)
- 20 luglio - Giulio Blais, generale italiano (n. 1869)
- 20 luglio - Julien Carette, attore francese (n. 1897)
- 20 luglio - Alexandre Piankoff, egittologo francese (n. 1897)
- 21 luglio - Francesco Paolo Cantelli, matematico e statistico italiano (n. 1875)
- 21 luglio - Philipp Frank, fisico, matematico e filosofo austriaco (n. 1884)
- 21 luglio - Kurt Röpke, generale tedesco (n. 1896)
- 22 luglio - Emanuele Caronti, monaco cristiano italiano (n. 1882)
- 22 luglio - Berend Carp, velista olandese (n. 1901)
- 22 luglio - Edward Gourdin, lunghista statunitense (n. 1897)
- 22 luglio - Alberigo Lenza, politico italiano (n. 1909)
- 23 luglio - Montgomery Clift, attore statunitense (n. 1920)
- 23 luglio - Lo La Chapelle, calciatore olandese (n. 1888)
- 23 luglio - Douglass Montgomery, attore statunitense (n. 1907)
- 25 luglio - Paul Le Drogo, ciclista su strada, ciclocrossista e dirigente sportivo francese (n. 1905)
- 25 luglio - Frank O'Hara, poeta, scrittore e critico d'arte statunitense (n. 1926)
- 26 luglio - Howard Kinsey, tennista statunitense (n. 1899)
- 26 luglio - Umberto Pagani, politico, sindacalista e partigiano italiano (n. 1892)
- 27 luglio - Norman Gregg, oculista australiano (n. 1892)
- 27 luglio - Hermann Wiggers, calciatore tedesco (n. 1880)
- 28 luglio - Josef von Báky, regista austro-ungarico (n. 1902)
- 28 luglio - Karl Saur, ingegnere e politico tedesco (n. 1902)
- 29 luglio - Johnson Aguiyi-Ironsi, politico e generale nigeriano (n. 1924)
- 29 luglio - Edward Gordon Craig, attore teatrale, scenografo e regista teatrale britannico (n. 1872)
- 30 luglio - Hazel Abel, politica statunitense (n. 1888)
- 30 luglio - Otto Fretter-Pico, generale tedesco (n. 1893)
- 30 luglio - Riccardo Morbelli, drammaturgo, sceneggiatore e paroliere italiano (n. 1907)
- 30 luglio - Väinö Tiiri, ginnasta finlandese (n. 1886)
- 31 luglio - Andrej Bagar, attore, regista teatrale e politico slovacco (n. 1900)
- 31 luglio - Alexander von Falkenhausen, generale tedesco (n. 1878)
- 31 luglio - Hans Kaulich, allenatore di calcio austriaco (n. 1894)
- 31 luglio - Bud Powell, pianista e compositore statunitense (n. 1924)

## Agosto(86)
- 1º agosto - John Spellman, lottatore statunitense (n. 1899)
- 1º agosto - Charles Whitman, criminale statunitense (n. 1941)
- 3 agosto - Lenny Bruce, comico e cabarettista statunitense (n. 1925)
- 3 agosto - Tristan Klingsor, scrittore, pittore e critico d'arte francese (n. 1874)
- 3 agosto - René Schick Gutiérrez, politico nicaraguense (n. 1909)
- 4 agosto - Libero Altomare, poeta italiano (n. 1883)
- 4 agosto - Betty Arlen, attrice e ballerina statunitense (n. 1909)
- 4 agosto - Andrea De Pino, giornalista e attore italiano (n. 1892)
- 4 agosto - Howard Jackson, compositore statunitense (n. 1900)
- 4 agosto - John Northcott, generale australiano (n. 1890)
- 4 agosto - Helen Tamiris, coreografa, ballerina e insegnante statunitense (n. 1905)
- 5 agosto - Ezio Cortesia, ciclista su strada italiano (n. 1893)
- 6 agosto - Carlo Ghigliano, calciatore e allenatore di calcio italiano (n. 1891)
- 6 agosto - Camillo Pellissier, alpinista italiano (n. 1924)
- 6 agosto - Paolo Rossi De Paoli, architetto e ingegnere italiano (n. 1900)
- 6 agosto - Cordwainer Smith, scrittore di fantascienza statunitense (n. 1913)
- 7 agosto - Francesco Calauti, politico italiano (n. 1889)
- 8 agosto - Teddy Billington, pistard statunitense (n. 1882)
- 8 agosto - Ed Lewis, wrestler statunitense (n. 1891)
- 8 agosto - James Soutter, velocista britannico (n. 1885)
- 9 agosto - Axel Alfredsson, calciatore svedese (n. 1902)
- 9 agosto - Henri Fescourt, regista francese (n. 1880)
- 9 agosto - Ettore Leonida Martin, astronomo italiano (n. 1890)
- 10 agosto - Chuck Dressen, giocatore di football americano, giocatore di baseball e allenatore di baseball statunitense (n. 1894)
- 10 agosto - Fulvio Palmieri, giornalista, scrittore e sceneggiatore italiano (n. 1903)
- 10 agosto - Ivano Ricci, presbitero, storico e poeta italiano (n. 1885)
- 10 agosto - Uco van Wijk, astronomo olandese (n. 1924)
- 11 agosto - Ettore Bellotto, ginnasta italiano (n. 1895)
- 11 agosto - Peg Leg Howell, cantante e chitarrista statunitense (n. 1888)
- 11 agosto - Gastone Simoni, scrittore italiano (n. 1899)
- 12 agosto - Benedetto Carratelli, avvocato e politico italiano (n. 1891)
- 12 agosto - Thomas Johnson, pistard britannico (n. 1886)
- 12 agosto - Mike McTigue, pugile statunitense (n. 1892)
- 12 agosto - Pasquale Torre, calciatore italiano (n. 1917)
- 13 agosto - Alessandro Magnaguti, numismatico italiano (n. 1887)
- 13 agosto - Jan Tangen, calciatore norvegese (n. 1923)
- 14 agosto - E.D. Horkheimer, produttore cinematografico statunitense (n. 1881)
- 14 agosto - Duke Slater, giocatore di football americano statunitense (n. 1898)
- 15 agosto - Bruno Calatroni, politico e partigiano italiano (n. 1905)
- 15 agosto - Jan Kiepura, tenore e attore polacco (n. 1902)
- 15 agosto - Jean Levie, presbitero e teologo belga (n. 1885)
- 15 agosto - Seena Owen, attrice e sceneggiatrice statunitense (n. 1894)
- 15 agosto - Gerhart Pohl, scrittore tedesco (n. 1902)
- 16 agosto - Carl Klæth, ginnasta norvegese (n. 1887)
- 16 agosto - Pietro Mura, poeta italiano (n. 1901)
- 16 agosto - Günther Rohr, generale tedesco (n. 1893)
- 17 agosto - Ken Miles, pilota automobilistico britannico (n. 1918)
- 17 agosto - François Piétri, politico, storico e militare francese (n. 1882)
- 18 agosto - Louis Renou, storico delle religioni, orientalista e filologo francese (n. 1896)
- 18 agosto - Otto Roettig, generale tedesco (n. 1887)
- 19 agosto - Fritz Bleyl, artista tedesco (n. 1880)
- 19 agosto - Carlo Capra, calciatore e allenatore di calcio italiano (n. 1889)
- 19 agosto - Roby Ferrante, cantante e compositore italiano (n. 1942)
- 20 agosto - Renzo Rivolta, ingegnere e imprenditore italiano (n. 1908)
- 21 agosto - Martin Dooling, calciatore statunitense (n. 1886)
- 22 agosto - Gunnar Aaby, calciatore danese (n. 1895)
- 22 agosto - Vladislav Illič-Svityč, linguista sovietico (n. 1934)
- 22 agosto - Erwin Komenda, designer e progettista austriaco (n. 1904)
- 22 agosto - Niels Petersen, sollevatore danese (n. 1918)
- 23 agosto - Francis X. Bushman, attore, regista e sceneggiatore statunitense (n. 1883)
- 23 agosto - Guillermo Gorostiza, calciatore spagnolo (n. 1909)
- 23 agosto - Enrico Nardi, pilota automobilistico e designer italiano (n. 1907)
- 24 agosto - Tadeusz Komorowski, politico e generale polacco (n. 1895)
- 24 agosto - Lao She, scrittore e drammaturgo cinese (n. 1899)
- 24 agosto - Fritz Osswald, pittore svizzero (n. 1878)
- 24 agosto - Jaime Sarlanga, calciatore e allenatore di calcio argentino (n. 1916)
- 25 agosto - James Bagshaw, calciatore inglese (n. 1885)
- 25 agosto - Lance Comfort, regista e produttore cinematografico britannico (n. 1908)
- 25 agosto - Watse Cuperus, scrittore olandese (n. 1891)
- 25 agosto - William Hunter, velocista statunitense (n. 1883)
- 25 agosto - Alexandre Ryder, regista e sceneggiatore francese (n. 1891)
- 25 agosto - Zoltán Schenker, schermidore ungherese (n. 1880)
- 26 agosto - Wolfgang Langhoff, attore e regista teatrale tedesco (n. 1901)
- 27 agosto - Carlo Corsi, pittore italiano (n. 1879)
- 27 agosto - Henri Dubois, ciclista su strada belga (n. 1882)
- 28 agosto - Rudolf Herrnstadt, giornalista e politico tedesco (n. 1903)
- 29 agosto - Joseph Egger, attore austriaco (n. 1889)
- 29 agosto - Carole Gallagher, attrice statunitense (n. 1923)
- 29 agosto - Bjarne Gulbrandsen, dirigente sportivo e calciatore norvegese (n. 1889)
- 29 agosto - Augusta Vittoria di Hohenzollern-Sigmaringen, regina (n. 1890)
- 29 agosto - Raffaele Marcoli, ciclista su strada italiano (n. 1940)
- 29 agosto - Melvin Beaunorus Tolson, poeta, educatore e politico statunitense (n. 1898)
- 29 agosto - Giacomo Zanussi, generale italiano (n. 1894)
- 29 agosto - Sayyid Qutb, politico, filosofo e scrittore egiziano (n. 1906)
- 31 agosto - Kasimir Edschmid, scrittore tedesco (n. 1890)
- 31 agosto - Jaroslav Jirkovský, hockeista su ghiaccio e calciatore boemo (n. 1891)

## Settembre(81)
- 1º settembre - Mabel Capper, attivista britannica (n. 1888)
- 1º settembre - Antoine Mazairac, pistard olandese (n. 1901)
- 1º settembre - Harry Welfare, calciatore e allenatore di calcio inglese (n. 1888)
- 2 settembre - Eugenio Levi, critico letterario italiano (n. 1876)
- 2 settembre - James Howard McGrath, politico statunitense (n. 1903)
- 2 settembre - Yasuji Okamura, generale giapponese (n. 1884)
- 3 settembre - Irving Klaw, fotografo e regista statunitense (n. 1910)
- 3 settembre - Cécile Sorel, attrice francese (n. 1873)
- 4 settembre - Enrico Dall'Oglio, editore italiano (n. 1900)
- 4 settembre - Alfred Roth, calciatore francese (n. 1891)
- 4 settembre - Berto Zampieri, scultore italiano (n. 1910)
- 5 settembre - Emilio Cecchi, critico letterario e critico d'arte italiano (n. 1884)
- 6 settembre - Giuseppe Amantea, medico e fisiologo italiano (n. 1885)
- 6 settembre - Semën Vasil'evič Ėl'ger, poeta, scrittore e saggista russo (n. 1894)
- 6 settembre - Guido Caprotti, pittore italiano (n. 1887)
- 6 settembre - Elmer Harris, sceneggiatore e commediografo statunitense (n. 1878)
- 6 settembre - Margaret Sanger, attivista, infermiera e scrittrice statunitense (n. 1879)
- 6 settembre - Reuben Levy, iranista e islamista gallese (n. 1891)
- 6 settembre - Luigi Perrachio, compositore e pianista italiano (n. 1883)
- 6 settembre - Hendrik Frensch Verwoerd, politico e psicologo sudafricano (n. 1901)
- 7 settembre - Ramiro Meng, pittore, scultore e architetto italiano (n. 1895)
- 8 settembre - Domenico Colasanto, politico italiano (n. 1896)
- 8 settembre - Jorge Carlos Dortas Olivieri, cestista brasiliano (n. 1931)
- 8 settembre - Béla Ludwig, allenatore di calcio e calciatore ungherese (n. 1889)
- 8 settembre - John Taylor, pilota automobilistico britannico (n. 1933)
- 9 settembre - Nestor Paiva, attore statunitense (n. 1905)
- 10 settembre - Emil Julius Gumbel, statistico tedesco (n. 1891)
- 11 settembre - Anna Fougez, cantante e attrice italiana (n. 1895)
- 11 settembre - Eva Justin, psicologa e antropologa tedesca (n. 1909)
- 12 settembre - Florence E. Allen, giudice statunitense (n. 1884)
- 12 settembre - Iosif Czako, calciatore rumeno (n. 1906)
- 12 settembre - Robert Joyaut, calciatore francese (n. 1900)
- 12 settembre - Heinrich Stuhlfauth, calciatore tedesco (n. 1896)
- 13 settembre - Wiktor Andersson, attore svedese (n. 1887)
- 13 settembre - Clemente Canepari, ciclista su strada italiano (n. 1886)
- 13 settembre - Delio Cantimori, storico e politico italiano (n. 1904)
- 13 settembre - Alfred Engelsen, ginnasta e tuffatore norvegese (n. 1893)
- 13 settembre - Karl Harmer, calciatore e allenatore di calcio austriaco (n. 1888)
- 13 settembre - Tomoshige Samejima, ammiraglio giapponese (n. 1889)
- 14 settembre - Amedeo Rocco Armentano, esoterista italiano (n. 1886)
- 14 settembre - Gertrude Berg, attrice, sceneggiatrice e produttrice televisiva statunitense (n. 1899)
- 14 settembre - Nikolaj Konstantinovič Čerkasov, attore sovietico (n. 1903)
- 14 settembre - Cemal Gürsel, generale turco (n. 1895)
- 14 settembre - Václav Vích, direttore della fotografia ceco (n. 1898)
- 14 settembre - Franco Zampari, direttore teatrale, produttore teatrale e produttore cinematografico italiano (n. 1898)
- 16 settembre - Louis Cottier, artigiano e orologiaio svizzero (n. 1894)
- 16 settembre - Gilberto Errera, militare, aviatore e ingegnere italiano (n. 1894)
- 16 settembre - Luigi Morosini, generale italiano (n. 1894)
- 17 settembre - Mário Filho, giornalista e scrittore brasiliano (n. 1908)
- 17 settembre - Fritz Wunderlich, tenore tedesco (n. 1930)
- 18 settembre - Paul Mathaux, calciatore francese (n. 1888)
- 18 settembre - Hubert Noel, ciclista su strada belga (n. 1891)
- 18 settembre - Giuseppe Peretti, anarchico e antifascista svizzero (n. 1887)
- 19 settembre - Albert Divo, pilota automobilistico francese (n. 1895)
- 19 settembre - Gustav Edén, calciatore norvegese (n. 1891)
- 19 settembre - Ulisse Igliori, politico, dirigente sportivo e imprenditore italiano (n. 1895)
- 19 settembre - Otto Kinkeldey, docente, musicista e musicologo statunitense (n. 1878)
- 19 settembre - Hermann von Oppeln-Bronikowski, ufficiale e cavaliere tedesco (n. 1899)
- 21 settembre - Agostino D'Arco, vescovo cattolico italiano (n. 1899)
- 21 settembre - Frank Lentini, showman e circense italiano (n. 1889)
- 21 settembre - Paul Reynaud, politico francese (n. 1878)
- 22 settembre - Valentin Bulgakov, scrittore e pacifista russo (n. 1886)
- 22 settembre - Jules Furthman, scrittore e sceneggiatore statunitense (n. 1888)
- 22 settembre - George Milburn, scrittore, giornalista e sceneggiatore statunitense (n. 1906)
- 23 settembre - Steven Hughes, mafioso statunitense
- 23 settembre - Seth Lundell, micologo svedese (n. 1892)
- 24 settembre - Fillide Giorgi Levasti, pittrice italiana (n. 1883)
- 24 settembre - Ivan Grbec, compositore e etnomusicologo italiano (n. 1889)
- 25 settembre - Clifton Cushman, ostacolista statunitense (n. 1938)
- 25 settembre - Mina Loy, poetessa, artista e designer britannica (n. 1882)
- 25 settembre - Delfim Santos, filosofo e scrittore portoghese (n. 1907)
- 25 settembre - Johannes van Rensburg, politico sudafricano (n. 1898)
- 26 settembre - Andrew Jack, fisico e esploratore australiano (n. 1885)
- 26 settembre - Helen Kane, cantante statunitense (n. 1904)
- 26 settembre - Giuseppe Lombrassa, politico, giornalista e prefetto italiano (n. 1906)
- 26 settembre - Ettore Santi, politico italiano (n. 1882)
- 27 settembre - Albert Renger-Patzsch, fotografo tedesco (n. 1897)
- 28 settembre - André Breton, poeta, saggista e critico d'arte francese (n. 1896)
- 28 settembre - Eric Fleming, attore statunitense (n. 1925)
- 28 settembre - Lucky Millinder, cantante statunitense (n. 1910)
- 29 settembre - Zoilo Canaveri, calciatore uruguaiano (n. 1893)

## Ottobre(65)
- 1º ottobre - Michael Coppola, mafioso statunitense (n. 1900)
- 2 ottobre - Anna Lesznai, poetessa, pittrice e illustratrice ungherese (n. 1885)
- 2 ottobre - Augustin Mansion, presbitero, filosofo e teologo belga (n. 1882)
- 2 ottobre - Jean Marchat, attore e direttore teatrale francese (n. 1902)
- 3 ottobre - Andrea Capitanio, allenatore di calcio e calciatore italiano (n. 1907)
- 3 ottobre - Giovanni Cerlesi, politico e partigiano italiano (n. 1921)
- 3 ottobre - Plinio Petrozzi, calciatore italiano (n. 1927)
- 3 ottobre - Rolf Sievert, fisico svedese (n. 1896)
- 4 ottobre - Attilio Mordini, scrittore e teologo italiano (n. 1923)
- 4 ottobre - Heitor dos Prazeres, compositore, cantante e pittore brasiliano (n. 1898)
- 5 ottobre - Vittorio Corona, pittore italiano (n. 1901)
- 5 ottobre - Arturo Maroni, matematico italiano (n. 1873)
- 7 ottobre - Silvio Arrighini, calciatore italiano (n. 1924)
- 7 ottobre - Mauritz Johansson, tiratore a segno svedese (n. 1881)
- 8 ottobre - Célestin Freinet, pedagogista e educatore francese (n. 1896)
- 8 ottobre - Attilio Grattarola, generale italiano (n. 1882)
- 9 ottobre - Maria Carena, cantante lirica italiana (n. 1891)
- 9 ottobre - Pietro Pinna Parpaglia, generale e politico italiano (n. 1891)
- 10 ottobre - Kurt Bolender, militare tedesco (n. 1912)
- 10 ottobre - Charlotte Cooper, tennista inglese (n. 1870)
- 10 ottobre - Vladimir Dëmin, calciatore e allenatore di calcio sovietico (n. 1921)
- 10 ottobre - Mary Ethel Hayter Florey, medico australiana (n. 1900)
- 10 ottobre - Otto Pankok, pittore e scultore tedesco (n. 1893)
- 11 ottobre - Wunibald Kamm, ingegnere e designer tedesco (n. 1893)
- 11 ottobre - Roger Sherman Loomis, medievista statunitense (n. 1887)
- 11 ottobre - Massimo Pianforini, attore italiano (n. 1890)
- 12 ottobre - Stève Passeur, drammaturgo, sceneggiatore e giornalista francese (n. 1899)
- 13 ottobre - Eando Binder, scrittore statunitense (n. 1904)
- 13 ottobre - Arturo Maineri de Meichsenau, politico e matematico italiano (n. 1904)
- 13 ottobre - Clifton Webb, attore statunitense (n. 1889)
- 14 ottobre - Ariodante Dalla, cantante italiano (n. 1919)
- 14 ottobre - Douglas McWhirter, calciatore inglese (n. 1886)
- 14 ottobre - Giorgio Simonelli, regista, sceneggiatore e critico cinematografico italiano (n. 1901)
- 14 ottobre - Federico de Onís, scrittore e critico letterario spagnolo (n. 1885)
- 16 ottobre - Arturo Dazzi, scultore e pittore italiano (n. 1881)
- 16 ottobre - Adam Falkenstein, assiriologo tedesco (n. 1906)
- 16 ottobre - Sándor Szabó, wrestler ungherese (n. 1906)
- 17 ottobre - Quirico Baccelli, politico italiano (n. 1914)
- 17 ottobre - Sidney Hatch, maratoneta e mezzofondista statunitense (n. 1883)
- 17 ottobre - Cléo de Mérode, ballerina, modella e socialite francese (n. 1875)
- 17 ottobre - Wieland Wagner, regista teatrale e scenografo tedesco (n. 1917)
- 18 ottobre - Antonio Acqua, attore italiano (n. 1893)
- 18 ottobre - Rafael Sánchez Mazas, scrittore e politico spagnolo (n. 1894)
- 19 ottobre - Elizabeth Arden, imprenditrice canadese (n. 1878)
- 20 ottobre - Harry Flood Byrd, politico statunitense (n. 1887)
- 21 ottobre - Otto von Knobelsdorff, generale tedesco (n. 1886)
- 22 ottobre - Hewlett Johnson, religioso britannico (n. 1874)
- 23 ottobre - Eugenio Bava, scenografo, scultore e direttore della fotografia italiano (n. 1886)
- 23 ottobre - Vincenzo Marmorale, filologo classico, poeta e scrittore italiano (n. 1901)
- 23 ottobre - Claire McDowell, attrice statunitense (n. 1877)
- 23 ottobre - Guido Natoli, politico italiano (n. 1893)
- 24 ottobre - Hans Dreier, scenografo tedesco (n. 1885)
- 24 ottobre - Sam Hardy, calciatore inglese (n. 1883)
- 24 ottobre - Sofija Janovskaja, matematica e storica russa (n. 1896)
- 25 ottobre - José María Echevarría, calciatore spagnolo (n. 1920)
- 25 ottobre - Luciano Laurenzi, archeologo e storico dell'arte italiano (n. 1902)
- 26 ottobre - Alma Cogan, cantante britannica (n. 1932)
- 26 ottobre - Dolf Scheeffer, calciatore olandese (n. 1907)
- 27 ottobre - Fausto Pecorari, politico italiano (n. 1902)
- 28 ottobre - Nikolaj Il'ič Beljaev, politico sovietico (n. 1903)
- 29 ottobre - Robert Charpentier, ciclista su strada francese (n. 1916)
- 29 ottobre - Vittorio Rizzi, calciatore italiano (n. 1902)
- 31 ottobre - Gaetano Ciocca, ingegnere, inventore e saggista italiano (n. 1882)
- 31 ottobre - Elsie Leslie, attrice teatrale statunitense (n. 1881)
- 31 ottobre - Šime Poduje, calciatore jugoslavo (n. 1905)

## Novembre(75)
- 1º novembre - Charles Catterall, pugile sudafricano (n. 1914)
- 1º novembre - Eva Garza, cantante e attrice statunitense (n. 1917)
- 1º novembre - Petar Radaković, calciatore jugoslavo (n. 1937)
- 2 novembre - André Allègre, calciatore francese (n. 1895)
- 2 novembre - Sadao Araki, generale giapponese (n. 1877)
- 2 novembre - Domenico Cavagnari, ammiraglio italiano (n. 1876)
- 2 novembre - Peter Debye, chimico, fisico e cristallografo olandese (n. 1884)
- 2 novembre - Mississippi John Hurt, cantante e chitarrista statunitense (n. 1893)
- 2 novembre - Yasuji Murata, animatore giapponese (n. 1896)
- 3 novembre - Nicola D'Antino, scultore italiano (n. 1880)
- 3 novembre - Magda Donato, giornalista, drammaturga e attrice spagnola (n. 1898)
- 4 novembre - Dietrich von Choltitz, generale tedesco (n. 1894)
- 4 novembre - Maria Donati, attrice italiana (n. 1898)
- 5 novembre - Alberto Pozzi, calciatore italiano (n. 1902)
- 5 novembre - Jules Staudt, pallanuotista lussemburghese (n. 1908)
- 6 novembre - Anton Gino Domeneghini, produttore cinematografico e regista italiano (n. 1897)
- 6 novembre - Nick Gentile, mafioso italiano (n. 1885)
- 6 novembre - Othmar Schmalz, pallanuotista svizzero (n. 1903)
- 6 novembre - Oberdan Vigna, politico italiano (n. 1884)
- 7 novembre - Grigoris Asikis, cantante, compositore e musicista greco (n. 1890)
- 7 novembre - Vincenzo Milillo, politico italiano (n. 1904)
- 7 novembre - Bonifacio Scaltriti, calciatore italiano (n. 1903)
- 8 novembre - Shorty Baker, trombettista statunitense (n. 1914)
- 8 novembre - André Bloc, architetto, scultore e pittore francese (n. 1896)
- 8 novembre - Luigi Fabbri, politico, sindacalista e partigiano italiano (n. 1888)
- 9 novembre - Giuseppe Guadagnini, prefetto e politico italiano (n. 1876)
- 9 novembre - Jisaburō Ozawa, ammiraglio giapponese (n. 1886)
- 10 novembre - Evelyn Sears, tennista statunitense (n. 1875)
- 10 novembre - Sergej Sivko, pugile sovietico (n. 1940)
- 11 novembre - Carl Jonsson, tiratore di fune svedese (n. 1885)
- 11 novembre - Pier Carlo Restagno, banchiere, dirigente d'azienda e politico italiano (n. 1898)
- 12 novembre - Nicola Angelini, politico e avvocato italiano (n. 1895)
- 12 novembre - Don Branson, pilota automobilistico statunitense (n. 1920)
- 12 novembre - Paul Otto Geibel, generale e poliziotto tedesco (n. 1898)
- 12 novembre - Bobby Mitchell, pallanuotista britannico (n. 1913)
- 14 novembre - Nikolaj Grigor'evič Ignatov, politico sovietico (n. 1901)
- 14 novembre - Gustavo Marzi, schermidore italiano (n. 1908)
- 14 novembre - Steingrímur Steinþórsson, politico islandese (n. 1883)
- 14 novembre - Zengo Yoshida, ammiraglio giapponese (n. 1885)
- 15 novembre - Dīmitrios Tofalos, sollevatore greco (n. 1884)
- 16 novembre - Alfred Neuland, sollevatore estone (n. 1895)
- 16 novembre - Menotti Pertici, pittore italiano (n. 1904)
- 16 novembre - Antonio Tani, arcivescovo cattolico italiano (n. 1888)
- 17 novembre - James Jabara, militare e aviatore statunitense (n. 1923)
- 17 novembre - Walden Martin, ciclista su strada statunitense (n. 1891)
- 18 novembre - Violette Nozière, criminale francese (n. 1915)
- 18 novembre - Ermenegildo Zegna, imprenditore e filantropo italiano (n. 1892)
- 19 novembre - Biondo Biondi, giurista italiano (n. 1888)
- 19 novembre - Piero Jahier, scrittore, poeta e traduttore italiano (n. 1884)
- 20 novembre - Franco Marinotti, imprenditore e dirigente d'azienda italiano (n. 1891)
- 21 novembre - Władysław Bortnowski, generale polacco (n. 1891)
- 22 novembre - Émile Drain, attore francese (n. 1890)
- 22 novembre - Giuseppe Fiamingo, sociologo e politico italiano (n. 1875)
- 22 novembre - Ines Viviani Donarelli, violinista e conduttrice radiofonica italiana (n. 1887)
- 23 novembre - Alvin Langdon Coburn, fotografo statunitense (n. 1882)
- 23 novembre - Ettore Fenderl, ingegnere, inventore e filantropo italiano (n. 1862)
- 23 novembre - Einar Nordlie, calciatore norvegese (n. 1896)
- 23 novembre - Seán T. O'Kelly, politico irlandese (n. 1882)
- 23 novembre - Vasilij Markelovič Pronin, regista cinematografico sovietico (n. 1905)
- 24 novembre - Clemente Cassis, imprenditore e pittore italiano (n. 1885)
- 25 novembre - Hans Reidar Holtermann, generale norvegese (n. 1895)
- 25 novembre - Richard Kräusel, botanico tedesco (n. 1890)
- 25 novembre - Karl Felix Wolff, giornalista, scrittore e antropologo austriaco (n. 1879)
- 26 novembre - Siegfried Kracauer, saggista e filosofo tedesco (n. 1889)
- 26 novembre - Venino Naldi, pittore, scultore e ceramista italiano (n. 1928)
- 26 novembre - Albrecht Schubert, generale tedesco (n. 1886)
- 26 novembre - Gallus Steiger, missionario e vescovo cattolico svizzero (n. 1879)
- 27 novembre - Jean Hervé, rugbista a 15 e attore francese (n. 1884)
- 27 novembre - Zinovij Alekseevič Peškov, generale e diplomatico francese (n. 1884)
- 28 novembre - José Isbert, attore spagnolo (n. 1886)
- 28 novembre - Boris Podolsky, fisico russo (n. 1896)
- 28 novembre - Ferenc Szűts, ginnasta ungherese (n. 1891)
- 29 novembre - Rudolf Helm, filologo classico tedesco (n. 1872)
- 30 novembre - Ippolito Ippoliti, calciatore italiano (n. 1921)
- 30 novembre - Ivan Kawaciuk, violinista cecoslovacco (n. 1913)

## Dicembre(87)
- 1º dicembre - Luigi Albanese, militare statunitense (n. 1946)
- 1º dicembre - Bai Chongxi, generale e politico cinese (n. 1893)
- 1º dicembre - Giovanni Vitrotti, direttore della fotografia e regista cinematografico italiano (n. 1882)
- 2 dicembre - Luitzen Brouwer, matematico olandese (n. 1881)
- 2 dicembre - Giles Cooper, drammaturgo britannico (n. 1918)
- 2 dicembre - Otto Nicodemus, calciatore tedesco (n. 1886)
- 2 dicembre - Raffaele Saggio, politico italiano (n. 1905)
- 3 dicembre - José Padrón, calciatore spagnolo (n. 1906)
- 4 dicembre - Crahan Denton, attore statunitense (n. 1914)
- 5 dicembre - Sylvère Maes, ciclista su strada e ciclocrossista belga (n. 1909)
- 5 dicembre - Alessandro Marchetti, ingegnere aeronautico italiano (n. 1884)
- 6 dicembre - Antonio Alcázar, calciatore spagnolo (n. 1902)
- 6 dicembre - Mario Alicata, partigiano, critico letterario e politico italiano (n. 1918)
- 7 dicembre - Paul Granier de Cassagnac, politico, giornalista e militare francese (n. 1880)
- 7 dicembre - Joseph Léstienne, ginnasta francese (n. 1876)
- 8 dicembre - Silvio Piero Bertollo, calciatore e imprenditore italiano (n. 1878)
- 8 dicembre - Alberto Cristofori, ingegnere italiano (n. 1878)
- 8 dicembre - André Versini, attore e sceneggiatore francese (n. 1923)
- 9 dicembre - Willem Boerdam, calciatore olandese (n. 1883)
- 9 dicembre - Jurij Aleksandrovič Šaporin, compositore sovietico (n. 1887)
- 10 dicembre - Hans Jørgen Hansen, hockeista su prato danese (n. 1879)
- 12 dicembre - Gustavo Gay, calciatore italiano (n. 1899)
- 12 dicembre - Luigi Meda, avvocato e politico italiano (n. 1900)
- 12 dicembre - Ernesto Remani, regista, sceneggiatore e produttore cinematografico italiano (n. 1906)
- 12 dicembre - Karl Ruberl, nuotatore austriaco (n. 1880)
- 13 dicembre - Augusto De Gasperi, dirigente d'azienda, banchiere e politico italiano (n. 1893)
- 13 dicembre - Giuseppe Faè, presbitero, partigiano e antifascista italiano (n. 1885)
- 13 dicembre - Nils Frykberg, mezzofondista svedese (n. 1888)
- 13 dicembre - Stanisław Mikołajczyk, politico polacco (n. 1901)
- 13 dicembre - George Rennie, giocatore di lacrosse canadese (n. 1883)
- 14 dicembre - Víctor Andrés Belaúnde, politico peruviano (n. 1883)
- 14 dicembre - Emma Dunn, attrice statunitense (n. 1874)
- 14 dicembre - Isaak Pomerančuk, fisico sovietico (n. 1913)
- 14 dicembre - Richard Whorf, regista, attore e produttore cinematografico statunitense (n. 1906)
- 15 dicembre - Walt Disney, animatore, imprenditore e produttore cinematografico statunitense (n. 1901)
- 15 dicembre - Verna Felton, attrice e doppiatrice statunitense (n. 1890)
- 16 dicembre - Alberto Gaviorno, calciatore italiano (n. 1901)
- 16 dicembre - Juan Natalicio González Paredes, politico paraguaiano (n. 1897)
- 16 dicembre - Silvio Vardabasso, geologo italiano (n. 1891)
- 17 dicembre - Sylvia Telles, cantante brasiliana (n. 1934)
- 18 dicembre - Antonio Biggi, artista, scultore e pittore italiano (n. 1904)
- 18 dicembre - Tara Browne, nobile inglese (n. 1945)
- 18 dicembre - Angelo Corsi, avvocato e politico italiano (n. 1889)
- 18 dicembre - Gene Gauntier, attrice cinematografica e sceneggiatrice statunitense (n. 1885)
- 18 dicembre - Filippo Pascucci, allenatore di calcio italiano (n. 1907)
- 18 dicembre - Steuart Wilson, tenore e manager inglese (n. 1889)
- 20 dicembre - Albert Göring, imprenditore, ingegnere e filantropo tedesco (n. 1895)
- 20 dicembre - Lloyd Spooner, tiratore a segno statunitense (n. 1884)
- 21 dicembre - Marcello Bofondi, prefetto e politico italiano (n. 1896)
- 22 dicembre - Harry Beaumont, regista, attore e sceneggiatore statunitense (n. 1888)
- 22 dicembre - Lucy Burns, attivista statunitense (n. 1879)
- 22 dicembre - Robert Keith, attore statunitense (n. 1898)
- 22 dicembre - Antonio Lorenzini, funzionario italiano (n. 1894)
- 23 dicembre - Heimito von Doderer, scrittore austriaco (n. 1896)
- 23 dicembre - Johann Eibel, sollevatore austriaco (n. 1883)
- 23 dicembre - Arie de Jong, schermidore olandese (n. 1882)
- 24 dicembre - Napoleone Aprilis, politico e ingegnere italiano (n. 1887)
- 24 dicembre - Gaspar Cassadó, violoncellista e compositore spagnolo (n. 1897)
- 24 dicembre - Alcide Malagugini, partigiano e politico italiano (n. 1887)
- 24 dicembre - Knut Torell, ginnasta svedese (n. 1885)
- 25 dicembre - Nick Dandolos, giocatore di poker greco (n. 1883)
- 26 dicembre - Noël Gallon, pedagogo e compositore francese (n. 1891)
- 26 dicembre - Herbert Otto Gille, generale tedesco (n. 1897)
- 26 dicembre - Kim Peacock, attore britannico (n. 1901)
- 26 dicembre - Arturo Riccardi, ammiraglio italiano (n. 1878)
- 26 dicembre - Guillermo Stábile, allenatore di calcio e calciatore argentino (n. 1905)
- 27 dicembre - Vittorio Ballio Morpurgo, architetto italiano (n. 1890)
- 27 dicembre - Ernest Burgess, sociologo canadese (n. 1886)
- 27 dicembre - Frankie Genaro, pugile statunitense (n. 1901)
- 27 dicembre - Max Glauber, imprenditore italiano (n. 1902)
- 27 dicembre - Wivi Lönn, architetto finlandese (n. 1872)
- 28 dicembre - Frank Chodorov, politologo e saggista statunitense (n. 1887)
- 28 dicembre - Hjalmar Christoffersen, calciatore danese (n. 1889)
- 28 dicembre - Carl Osburn, tiratore a segno e ufficiale statunitense (n. 1884)
- 29 dicembre - Vincenzo Lapiccirella, politico e partigiano italiano (n. 1907)
- 29 dicembre - Vittorio Marchesi, generale e aviatore italiano (n. 1895)
- 30 dicembre - Pietro Ciriaci, cardinale e arcivescovo cattolico italiano (n. 1885)
- 30 dicembre - Christian Archibald Herter, politico e statistico statunitense (n. 1895)
- 30 dicembre - Piero Sacerdoti, dirigente d'azienda italiano (n. 1905)
- 30 dicembre - Renato Signorini, scultore, pittore e medaglista italiano (n. 1902)
- 31 dicembre - Gian Alberto Blanc, fisico e paleontologo italiano (n. 1879)
- 31 dicembre - Emilio Canevari, generale e saggista italiano (n. 1888)
- 31 dicembre - Louis Persinger, violinista e insegnante statunitense (n. 1887)
- 31 dicembre - Izaak Reijnders, militare olandese (n. 1879)
- 31 dicembre - Gino Spalmach, pittore italiano (n. 1900)
- 31 dicembre - Joe Spence, calciatore inglese (n. 1898)
- 31 dicembre - Elena Dmitrievna Stasova, politica e rivoluzionaria russa (n. 1873)

## Senza giorno specificato(75)
- Ali Abd al-Raziq, giurista egiziano (n. 1888)
- Maria Abriani, patriota italiana (n. 1889)
- Margherita Ancona, attivista italiana (n. 1881)
- Vittorio Angeloni, giurista italiano (n. 1885)
- Gian Battista Bafico, pallanuotista italiano (n. 1895)
- Giuseppe Barcella, calciatore italiano (n. 1910)
- Herbert Boeckl, pittore austriaco (n. 1894)
- Flavio Bonanni, pittore italiano (n. 1881)
- Esna Boyd, tennista australiana (n. 1899)
- Bruno Brunetti, pittore italiano (n. 1920)
- Emil Brunner, teologo svizzero (n. 1882)
- Rafael Calvo Ruiz de Morales, attore e doppiatore spagnolo (n. 1886)
- Cao Rulin, politico e diplomatico cinese (n. 1877)
- Alexandru Cazaban, scrittore rumeno (n. 1872)
- Mario Cereghini, architetto e pittore italiano (n. 1903)
- Luigi Corvaglia, filosofo e scrittore italiano (n. 1892)
- George Crone, montatore e regista statunitense (n. 1894)
- Patsy De Forest, attrice statunitense (n. 1894)
- Milan Dedinac, poeta serbo (n. 1902)
- Anastase Dragomir, ingegnere e inventore romeno (n. 1896)
- Alexandre Douala Manga Bell, politico camerunese (n. 1897)
- Gene Dyker, cestista statunitense (n. 1930)
- John Eccles, ammiraglio inglese (n. 1898)
- Emil Fahrenkamp, architetto tedesco (n. 1885)
- Michele Federico, pittore italiano (n. 1884)
- Robert Firth, calciatore e allenatore di calcio inglese (n. 1887)
- Friedrich Wilhelm Foerster, pedagogista e filosofo tedesco (n. 1869)
- Max Friz, ingegnere meccanico tedesco (n. 1883)
- Vittorio Giannini, musicista statunitense (n. 1903)
- Morte di Hedviga Golik, croata (n. 1924)
- Giorgio Graziosi, critico musicale italiano (n. 1911)
- Hermann Haack, geografo tedesco (n. 1872)
- Charles Haberkorn, tiratore di fune e lottatore statunitense (n. 1880)
- André Herbemont, ingegnere francese (n. 1893)
- William Ernest Hocking, filosofo statunitense (n. 1873)
- Charlie Jones, calciatore e allenatore di calcio gallese (n. 1899)
- Ruben Pavlovič Katanjan, funzionario sovietico (n. 1881)
- Jeanne Kosnick-Kloss, artista tedesca (n. 1892)
- Otto Lindig, ceramista tedesco (n. 1881)
- Tito Marziali, avvocato, politico e sindacalista italiano (n. 1875)
- Ludwig Meidner, pittore tedesco (n. 1884)
- Mauro Morassi, regista e sceneggiatore italiano (n. 1925)
- Mario Mossa De Murtas, pittore e incisore italiano (n. 1891)
- Valdemar Mota, calciatore portoghese (n. 1906)
- Pierre Mouchot, editore e fumettista francese (n. 1911)
- Domenico Mustilli, archeologo italiano (n. 1899)
- James R. Newman, matematico statunitense (n. 1907)
- Bernardo de Pace, musicista e attore italiano (n. 1886)
- Otello Perugini, politico e antifascista italiano (n. 1894)
- Giuseppe Pettine, compositore e mandolinista italiano (n. 1874)
- Quincy Porter, compositore statunitense (n. 1897)
- Louis Prat, schermidore francese (n. 1899)
- Georg Rickhey, ingegnere tedesco (n. 1898)
- Anna Rosemond, attrice statunitense (n. 1886)
- Roy Parker, disegnatore statunitense
- Giovan Battista Santangelo, ingegnere italiano (n. 1889)
- Antonio Santillán, regista e sceneggiatore spagnolo (n. 1909)
- Giuditta Scalini, scultrice italiana (n. 1912)
- Josef Schneider, canottiere svizzero (n. 1891)
- Giorgio Scudellari, fumettista e animatore italiano (n. 1908)
- Bob Spottiswood, calciatore e allenatore di calcio inglese (n. 1884)
- Hugh Stanislaus Stange, scrittore, compositore e regista statunitense (n. 1894)
- John Tartamella, mafioso italiano (n. 1892)
- George Theunis, politico belga (n. 1873)
- Aldo Torti, judoka e dirigente sportivo italiano
- Stefano Tuscano, poeta italiano (n. 1893)
- Arthur Israel Vogel, chimico inglese (n. 1905)
- Jakob Walter, calciatore svizzero (n. 1885)
- Fritz Walther, imprenditore e inventore tedesco (n. 1889)
- Helmut Weitz, pittore e grafico tedesco (n. 1918)
- Kōtarō Yoshida, artista marziale giapponese (n. 1883)
- Bernhard Zondek, medico tedesco (n. 1891)
- William Zorach, pittore e scultore statunitense (n. 1887)
- William le Maire de Warzée d'Hermalle, tennista belga (n. 1879)
- Şehzade Mehmed Şerafeddin, principe ottomano (n. 1904)